# مرسیا
مرسیا (انگلیسی باستان: Miercna rīce) یکی از پادشاهی‌های آنگلو-ساکسون بود. نام مرسیا در زبان انگلیسی باستان Mierce یا Myrce به معنی «مرز مردم» می‌باشد.
این پادشاهی در محور دره رودخانه ترنت و انشعابات آن، یعنی منطقه‌ای که در حال حاضر به عنوان میدلندز انگلستان شناخته می‌شود، وجود داشته. پایتخت این پادشاهی در شهر تموورث بود.
برترین حاکم مرسیا اوفا نام داشت. وی تعیین مرز بین مرسیا و پادشاهی ولز را انجام داد و عصر طلایی مرسیا را شکل داد. نیکلاس بروکس معتقدست که «تا پیش از قرن نهم مرسیا مقاومترین حکومت آنگلوساکسون بوده»؛ و برخی از مورخان مانند سر فرانک استنتون باور دارند که در دوران اوفا انگلستان به وحدت رسید و تمام مناطق تحت امر مرسیا بود.

## دین
مرسیا در ابتدا یک حکومت مشرک و پگانیست بود، اما پادشاه پیدا در حدود سال ۶۵۶ میلادی مسیحیت را به صورت پایدار تبدیل به دین رسمی کشور کرد. در اواخر قرن هفتم اسقف‌نشین مرسیا تأسیس شد و در سال ۶۵۶ بود که اولین اسقف اعزامی در مرسیا مستقر گشت و قلمرو دینی مرسیا چندین بار دست‌خوش تغییراتی گشت.